# Camptoptera dryophantae
Camptoptera dryophantae is een vliesvleugelig insect uit de familie Mymaridae. De wetenschappelijke naam is voor het eerst geldig gepubliceerd in 1902 door Kieffer.